# Orphée aux enfers
Orphée aux enfers (Orfeu als inferns) és una opéra bouffe (o opéra féerie en la seua versió revisada) de Jacques Offenbach. El llibret, en francès va ser obra de Ludovic Halévy, havent estat posteriorment revisat per Hector Crémieux.

## Història de les representacions
L'estrena de la versió original en dos actes va tenir lloc al Théâtre des Bouffes-Parisiens de París, el 21 d'octubre de 1858. La versió revisada, en quatre actes com a "opéra féerie" (òpera fantàstica), es va estrenar al Théâtre de la Gaîté, el 14 d'agost de 1874. La versió que se sol representar avui dia és l'original en dos actes.

## Sinopsi argumental

### Acte I
Escena 1: prop de Tebes
L'obra s'obri amb un passatge de melodrama en el qual l'Opinió Pública explica qui és, erigint-se a si mateixa com a guardià de la moralitat. Vol que Orfeu i Eurídice - un infeliç matrimoni en què l'un odia l'altre - tornen a estimar-se i esdevinguen una llegenda moral que siga recordada anys i anys. Però ho té molt pelut: Eurídice està enamorada del pastor Aristeu, que és el seu veí, mentre que Orfeu està enamorat de Cloe, una pastora. Quan Orfeu confon Eurídice amb Cloe esclata l'enfrontament, i Eurídice insisteix que han de divorciar-se. Però Orfeu, tement la reacció de l'Opinió Pública, la turmenta intentant apaivagar l'escàndol amb música de violí, que ella odia.
De nou trobem Aristeu (que en realitat és Plutó disfressat) cantant una cançó pastoral sobre aquells horribles béns. Atès que el primer intèrpret de Plutó, l'actor còmic francès Léonce, era expert en interpretar papers de dona, aquesta cançó conté nombrosos falsets. Eurídice, això no obstant, ha descobert el que creu una conspiració d'Orfeu per a assassinar Aristeu, però que en realitat és una trama entre Orfeu i Aristeu (Plutó) per matar-la a ella, de manera que Orfeu quedarà lliure i Plutó podrà endur-se l'ànima d'Eurídice als inferns. Plutó fa a Eurídice passar sobre un parany per a llops, i quan ella mor, Plutó recupera la seua vertadera forma (Escena de la transformació) mentre que Eurídice s'adona que no està tan malament la mort quan el Déu dels Inferns està enamorat de tu. Descendeixen plegats als Inferns, però Eurídice encara té temps de deixar-li una nota al seu marit, dient-li que ha no ha pogut evitar ser raptada (Descens als Inferns).
Tot sembla anar perfectament per a Orfeu, fins que l'Opinió Pública el captura i l'amenaça d'arruïnar la seua carrera de professor de violí si no va a rescatar a la seua muller de l'infern. Orfeu no té més remei que acceptar-hi de mala gana.
Escena 2: l'Olimp
Els déus de l'Olimp estan completament adormilats d'avorriment. Però les coses prenen un caire més interessant quan Diana torna i comença a xafardejar sobre Acteó, el seu actual amant. Però Júpiter, estupefacte amb el capteniment de la suposada deessa de la virginitat, ha convertit Acteó en cérvol. Llavors arriba Plutó i parla als altres déus dels plaers de l'Infern (Entrada de Plutó), incitant-los a rebel·lar-se contra l'hòrrida ambrosia, l'odiós nèctar i l'absolut avorriment de l'Olimp. Quan Júpiter pregunta què està passant, els altres déus li reprotxen la seua immensa hipocresia, descrivint i ridiculitzant tots els seus mitològics afers amorosos. No obstant això, l'acció pren un gir insperat quan s'anuncia l'arribada d'Orfeu, el que obliga als déus a mostrar llur més recte capteniment. Orfeu apareix acompanyat de l'Opinió Pública, i demana sense massa convicció que li siga tornada la seua muller. Plutó se sent preocupat per si es veurà forçat a deixar anar Eurídice, i, després d'una cita d'Orfeo ed Euridice de Gluck que fa plorar als déus, Júpiter, que veu la possibilitat de seduir Eurídice, anuncia que ell mateix anirà a l'infern a rescatar-la. Els altres déus, veient la possibilitat de fugir de l'avorrit Olimp demanen anar amb ell, i en consentir-hi, els déus ho festegen alegrement.

### Acte II
Escena 1
Eurídice està ben guardada per Plutó, i troba tediosa la vida de l'infern. El seu escarceller, un estúpid esbirro anomenat John Styx, no ajuda a fer la vida més agradable, particularment pel seu costum de contar, a la més mínima oportunitat, la història completa de quan va ser rei dels beocis, abans de morir. Perquè si no haguera mort, encara seria rei.
Júpiter arriba a l'Infern amb Plutó, el qual només arribar s'alegra que John Stinx haja pogut tancar Eurídice a temps. Però Júpiter de seguida esbrina on s'amaga la dona: en observar una porta tancada amb pany i clau, dedueix que Eurídice es troba a dins. Immediatament es converteix en una bella mosca daurada i passa a través del forat del pany. Troba Eurídice a l'altre costat i, plegats, canten un duet d'amor, en què la part de Júpiter consisteix completament en un brunzit (El duet de la mosca). Després li revela la seua vertadera identitat i promet ajudar-la, principalment perquè la vol per a ell.
Escena 2
L'escena mostra una enorme bacanal que estan celebrant els déus a l'infern, on l'ambrosia, el nèctar i el bon capteniment no estan de moda. Eurídice s'hi cola abillada de bacant (Himne a Bacus), però els plans de Júpiter per endur-se-la es veuen interromputs per la crida al ball. Malauradament, Júpiter només pot ballar minuets, dansa que tothom troba avorrida i odiosa. Així les coses, s'hi desemboca en el número més popular de l'òpera, el Galop Infernal (més conegut com a Can-can), i tothom es deixa portar per la més salvatge disbauxa.
Una ominosa música de violí anuncia que Orfeu s'aproxima (Entrada d'Orfeu i de l'Opinió Pública), però Júpiter té un pla, i promet a Eurídice que la salvarà del seu marit. Com en el mite estàndard, Orfeu no ha de mirar enrere, perquè si ho fa perdrà Eurídice per sempre. L'Opinió Pública no deixa de vigilar-lo, evitant que faça trampa, però Júpiter llança un enlluernador llamp, fent Orfeu saltar i mirar enrere, i tot acaba bé per a tothom, amb la repetició del galop.

## Números musicals
(Es relacionen el números musicals de la primera versió en dos actes)

### Acte I, Escena 1
- Introducció i Melodrama (Opinió Pública)
- Couplets du Berger Joli, "La femme dont le coeur rêve n'a pas de sommeil" (Eurídice)
- Duet, "Ah! C'est ainsi" (Orfeu i Eurídice)
- Cançó pastoral, "Moi; je suis Aristée. un berger d'Arcadie" (Aristeu (Plutó))
- Transformació (Aristeu (Plutó) i Eurídice)
- Couplets, "La mort m'apparaît souriante, qui vient me frapper près de toi... " (Eurídice)
- Descens als Inferns (Plutó i Eurídice)
- Duet, "Viens! à l'Opinion c'est en vain qu'on résiste!" (Opinió Pública i Orfeu)

### Acte I, Escena 2
- Entreacte i cor, "Dormons, dormons, que notre somme ne vienne jamais à finir" (Cor de déus), * Cançó, "Ah ! rien n'égale mon tourment!" (Diana)
- Entrada de Plutó (Orquestra)
- Cor de la revolució, "Aux armes, dieux et demi-dieux!" (Cor, Plutó, Júpiter)
- Couplets, "Pour séduire Alcmène la fière" (Minerva, Diana, Cupid, Venus, Plutó i cor)
- Final, Acte I, "Il approche! Il s'avance!" (Plutó, l'Opinió Pública, Orfeu i déus)

### Acte II, Escena 1
- Entreacte (Orquestra)
- Couplets, "Quand j'étais roi de Béotie" (Styx)
- Fly Duet, "Il m'a semblé sur mon épaule sentir un doux frémissement!... " (Júpiter, Eurídice)

### Acte II, Escena 2
- Cor infernal, "Vive le vin! Vive Pluton!" (Cor)
- Himne a Bacus, "J'ai vu le Dieu Bacchus sur sa roche fertile" (Eurídice, Cor)
- Minuet, "Maintenant, je veux, moi qui suis mince et fluet" (Júpiter).
- Galop Infernal (Cor)
- Entrada d'Orfeu i de l'Opinió Pública (Plutó, Eurídice, Júpiter, Opinió Pública, Orfeu)
- Final Acte II "Ne regarde pas en arrière!" (Conjunt)

## Enregistraments
L'opereta ha estat enregistrada moltes vegades. Hi ha un enregistrament històric de l'any 1951 amb René Leibowitz dirigint l'Orquestra Filharmònica de París, disponible en CD (REGIS RRC 2063). Michel Plasson la va enregistrar amb Mady Mesplé l'any 1978 (EMI CDS7496472), i el 1999 Marc Minkowski va dirigir-la a Lió, amb un excel·lent repartiment que incloïa Natalie Dessay, Laurent Naouri, Jean-Paul Fouchécourt, Véronique Gens i Ewa Podles (EMI 0724355672520).
Minkowski és també el director d'una versió en DVD apareguda l'any 1997, també a Lió, amb Natalie Dessay, Laurent Naouri, Jean-Paul Fouchécourt, Yann Beuron i altres en una producció de Laurent Pelly (TDK DV-OPOAE).

## Influència
- El galop infernal de l'Acte II, Escena 2 és una peça famosíssima fora dels cercles habituals de la música clàssica. La melodia va ser emprada per Saint-Saëns per al número de La tortuga de la seua suite El Carnaval dels animals, això sí, ralentint radicalment el seu ritme.

## Àudio
- Can-Can (Orfeu als inferns). Interpretada a l'acordió per R. Liraz Arxivat 2007-01-11 a Wayback Machine.